# Tadanori Yokoo
Tadanori Yokoo (横尾 忠則, Yokoo Tadanori) est un graphiste et un plasticien japonais né en 1936 à Nishiwaki (Préfecture de Hyōgo, Japon).
Il est le créateur de centaines d’affiches, de peintures, de collages et de livres. Il est considéré par certains critiques comme l’Andy Warhol japonais.

## Son œuvre

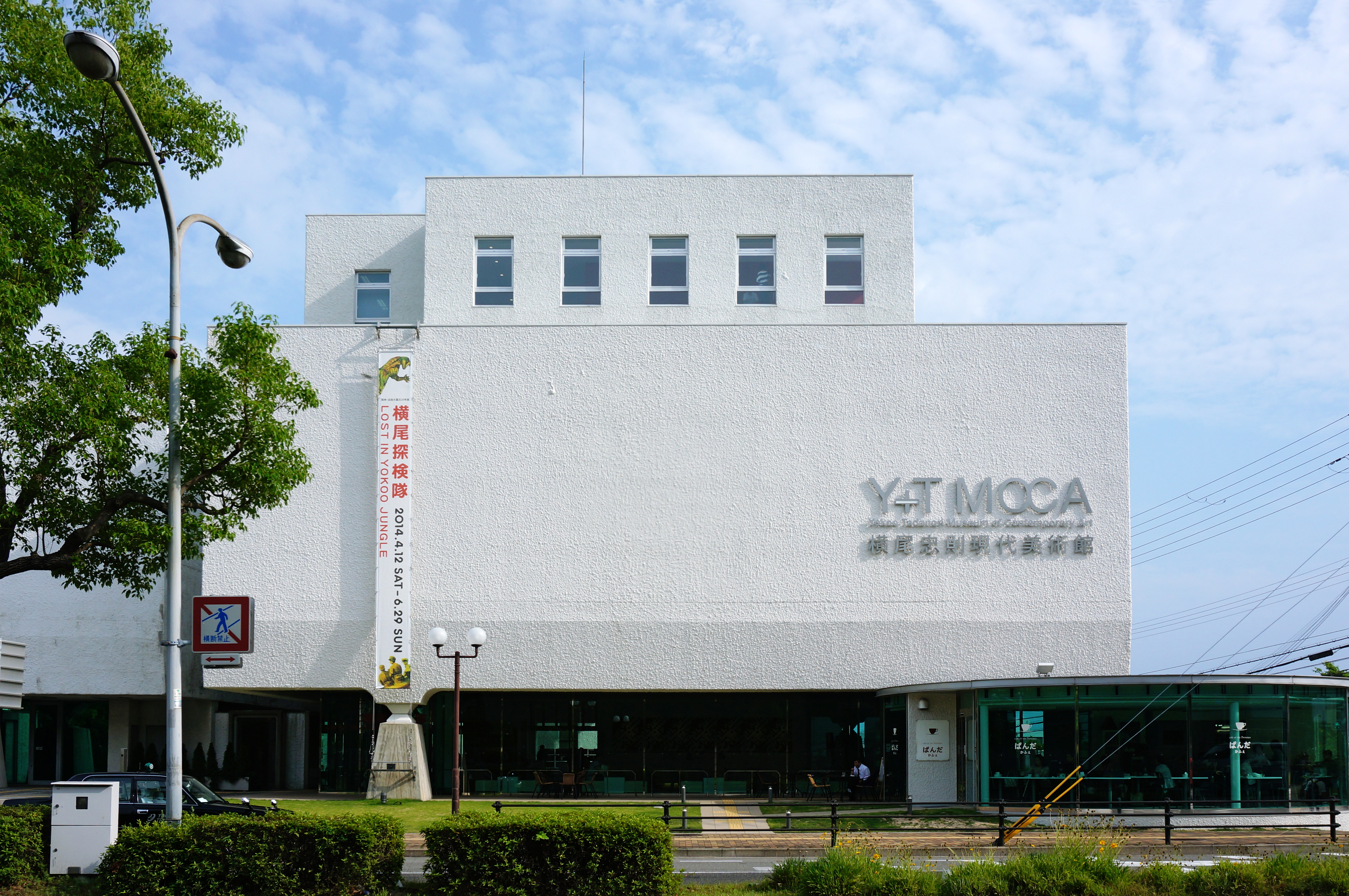
Yokoo Tadanori Museum of Contemporary Art, Kobe, Japon

D'abord graphiste, Tadanori Yokoo a beaucoup travaillé pour Yukio Mishima et Issey Miyake dont il a fait les cartons d'invitations pour ses défilés.
En 1981, il déclare vouloir désormais se consacrer à la peinture et stopper la réalisation de travaux de commandes. Il continue cependant à utiliser des techniques japonaises relevant plus du design graphique que de la peinture, reprenant les couleurs exubérantes des « images du monde flottant » (ukiyo-e), ou utilisant la surimpression, technique issue du monde de la photographie.
Yokoo conjugue sa connaissance des techniques et des œuvres contemporaines occidentales (il fait de Francis Picabia son modèle et possède un savoir très précis en ce qui concerne l’histoire de l'art européen, depuis la Renaissance jusqu’aux surréalistes) avec un héritage japonais très important. Ses œuvres empruntent ainsi autant à Warhol, aux constructivistes russes, aux réclames américaines des années 1950 qu’à Utagawa, Hiroshige ou encore Hokusai... mais aussi à Magritte pour son éloge du rêve et à Bruegel pour son érotisme.
Il utilise en abondance la couleur rouge qui d'ailleurs en Extrême-Orient est la couleur noble par excellence, la couleur du pouvoir et de l'empereur. C'est aussi la couleur de la vie, de la mort et de la sexualité, par le sang qu'elle symbolise. Il fait parler toute la violence qu'il a en lui, et semble faire apparaître, à travers la représentation constante de la naissance, son propre traumatisme d'être né.

## Filmographie
- 1969 : Journal d'un voleur de Shinjuku (新宿泥棒日記, Shinjuku dorobo nikki?) de Nagisa Ōshima : Birdy Hilltop